# -ville
El sufijo francés -ville (pronunciado /vil/), de origen latino, que actualmente significa «ciudad» o «pueblo», pero el primer significado en la Edad Media fue «granja» (del galorromance villa) y más tarde «poblado». El sufijo -ville se usa comúnmente en nombres de ciudades, pueblos y aldeas, particularmente en Francia, Canadá y Estados Unidos.

## Uso en Francia e Inglaterra

Comunas de Francia que terminan en -ville

En Francia, después del siglo VI, especialmente en el norte, en primer lugar Normandía (donde el 20% de las comunas terminan en -ville), Beauce y la parte francófona de Lorena. En cambio, en el sudeste francés, son excepcionales y modernos. En el suroeste, -ville es a menudo una traducción del occitano -viala (en gascón -viela), a veces mal francofonizado en -vielle (o -fielle). Casi todos se combinan con el nombre de un antiguo amo de las tierras, por ejemplo Colleville (en Normandía), donde Colle- representa un nombre de pila nórdico antiguo Koli. El ejemplo más antiguo registrado de un topónimo -ville en Normandía es Bourville como Bodardi Villa en el 715 d. C. Ciertas estadísticas indican que hay 1.068 comunas francesas con terminación -ville, de un total de 36.591 comunas que hay en Francia (si excluimos las variantes del suroeste como -viale, -viel[l]e o -fielle), pero 460 de esas 1.068 se encuentran en Normandía (más de un tercio) para un número total de 3.332 comunas en Normandía.
En Inglaterra, tras la conquista normanda de 1066 quedaron algunos topónimos terminados en -ville. Sin embargo, estos nombres son una referencia a otros lugares, bien sea en Normandía o en otros lugares de Francia, como Carville encontrado como apellido en Yorkshire o Dunstanville encontrado como apellido en Kent y equivalente al topónimo Dénestanville (Dunestanvilla en el siglo XI).

### Algunas ciudades de Francia con terminación -ville
- Abbeville
- Abbéville-la-Rivière
- Abbéville-lès-Conflans
- Acqueville
- Aigleville
- Aigneville
- Aignerville
- Albertville
- Alfortville
- Allainville
- Amfreville
- Bacqueville
- Barjouville
- Barneville
- Barville
- Belleville
- Bérengeville
- Bernienville
- Canapville
- Charleville
- Decazeville
- Doudeauville
- Duranville
- Écardenville-la-Campagne
- Englesqueville
- Étréville
- Fauville
- Fresneville
- Gauville
- Gonneville
- Graimbouville
- Hecmanville
- Heudreville-sur-Eure
- Houville-la-Branche
- Illeville-sur-Montfort
- Laneuville
- Longueville
- Martainvill
- Normanville
- Osmanville
- Petiville
- Rocheville
- Sacquenville
- Saint-Victor-de-Chrétienville
- Surville
- Thibouville
- Troisvilles
- Urville
- Villette

## Uso en Canadá
Aunque una villa en la provincia canadiense de Quebec (predominantemente francófona) puede ser significar tanto «ciudad» como «pueblo» en inglés, no existe distinción bajo la ley provincial entre esos dos tipos de asentamientos. Por ejemplo, la ciudad de Montreal, con una población de 1,854,442 y el pueblo de Barkmere, con una población de solo 58 personas, ambas son legalmente villes.
Al igual que en los Estados Unidos, -ville también puede ser un sufijo que es la parte de una ciudad es o el nombre real de una ciudad. Este uso existe en ambos inglés y francés; los ejemplos incluyen Oakville, Brockville y Belleville en Ontario, Blainville, Drummondville, Victoriaville y Louiseville en Quebec, Wolfville en Nueva Escocia y Parksville en la Columbia Británica. En Quebec, también pueda ser utilizado como prefijo, como en Ville-Marie o Villeroy.
En ocasiones, -ville o ville- pueden también referirse un barrio dentro de una ciudad más grande, como Ville-Émard (Montreal), Davisville (Toronto), Unionville (Markham), o Africville (Halifax).
Algunos topónimos con -ville provienen del nombre de una persona, como Villeray (Montreal), por  Louis Rouer de Villeray (1628–1700).

## Uso en los Estados Unidos
Según el toponomista George R. Stewart, el uso del sufijo -ville para los asentamientos en los Estados Unidos no comenzó hasta después de la Revolución de las Trece Colonias. Anteriormente, los nombres de ciudades generalmente no usaban sufijos a menos que llevaran nombres de ciudades europeas, en cuyo caso el nombre fue prestado en su totalidad. Cuando se necesitaba un sufijo, generalmente se agregaba -town (o la palabra Town, como en Charleston, Carolina del Sur, originalmente Charles Town). A mediados del siglo XVIII, los sufijos -borough (-boro) y -burgh (-burg) se pusieron de moda. El uso de -town (-ton) también aumentó, en parte debido al uso creciente de nombres personales para nuevos asentamientos. Así, el asentamiento fundado por William Trent se hizo conocido como Trenton. Estos tres sufijos, -town/-ton, -borough/-boro, y -burgh/-burg se hicieron populares antes de la Revolución, mientras que -ville estuvo casi completamente sin usar hasta después. Su popularidad posrevolucionaria, junto con la disminución en el uso de -town, se debió en parte a los sentimientos pro-franceses que se extendieron por todo el país después de la guerra. La fundación de Louisville, Kentucky, en 1780, por ejemplo, utilizó no solo el sufijo francés sino también el nombre del rey francés. La popularidad de -ville fue más popular en las regiones del sur y oeste (Apalaches) del nuevo país, y menos popular en Nueva Inglaterra.
Los pocos nombres con -ville anteriores a la revolución, la mayoría de ellos llevan el nombre de asentamientos o ducados europeos. Por ejemplo, Granville, Massachusetts, recibió el nombre del conde de Granville. Después de la revolución y el declive en el uso de -borough y -town, los dos sufijos -ville y -burgh/-burg se convirtieron en los más populares durante muchas décadas. Una diferencia entre el uso de ambos es que -burgh/-burg casi siempre se agrega a un nombre personal, mientras que -ville se agrega a cualquier palabra.
A mediados del siglo XIX, el sufijo -ville comenzó a perder popularidad, con los nuevos sufijos populares con -wood, -hurst, -mere, -dale y otros. Sin embargo, el sufijo -ville todavía se asocia con el nombre de los asentamientos y se usa artificialmente, como Hooverville, un área donde las personas sin hogar generalmente vivían durante la Gran Depresión.

### Algunas ciudades en los Estados Unidos con terminación  -ville
- Abbeville, Luisiana
- Argusville, Dakota del Norte
- Asheville, Carolina del Norte
- Barbourville, Kentucky
- Beattyville, Kentucky
- Belleville, Illinois.
- Bennettsville, Carolina del Sur
- Bentonville, Arkansas
- Bronxville, Nueva York
- Brownsville, Texas
- Campbellsville, Kentucky
- Charlottesville, Virginia
- Clarksville, Tennessee
- Collierville, Tennessee
- Connersville, Indiana
- Crawfordsville, Indiana
- Danville, California
- Danville, Virginia
- Dawsonville, Georgia
- Eddyville, Kentucky
- Evansville, Indiana
- Fayetteville, Arkansas
- Fayetteville, Georgia
- Fayetteville, Carolina del Norte
- Fortville, Indiana
- Gainesville, Florida
- Gainesville, Georgia
- Gainesville, Virginia
- Greenville, Alabama
- Greenville, Mississippi
- Greenville, Carolina del Norte
- Greenville, Carolina del Sur
- Hendersonville, Carolina del Norte
- Hendersonville, Tennessee
- Hodgenville, Kentucky
- Hopkinsville, Kentucky
- Huntsville, Alabama
- Jacksonville, Florida
- Jacksonville, Carolina del Norte
- Jeffersonville, Indiana
- Kendallville, Indiana
- Knoxville, Tennessee
- Lewisville, Texas
- Louisville, Kentucky
- Louisville, Mississippi
- Mayville, Dakota del norte
- McCordsville, Indiana
- McMinnville, Oregon
- Naperville, Illinois
- Nashville, Tennessee
- Nicholasville, Kentucky
- Noblesville, Indiana
- Paintsville, Kentucky
- Pflugerville, Texas
- Pikeville, Kentucky
- Porterville, California
- Reidsville, Carolina del Norte
- Roseville, California
- Rushville, Indiana
- Salyersville, Kentucky
- Shelbyville, Tennessee
- Shepherdsville, Kentucky
- Snellville, Georgia
- Statesville, Carolina del Norte
- Starkville, Mississippi
- Steubenville, Ohio
- Thomasville, Georgia
- Thomasville, Carolina del Norte
- Vacaville, California
- Victorville, California
- Victorville, California
- Waterville, Maine
- Whiteville, Carolina del Norte
- Wilsonville, Oregon
- Zanesville, Ohio

## Usos en otros países

### Australia
- Brownsville
- Paynesville

### Bélgica
- Philippeville

### Congo
- Léopoldville, actual Kinsasa
- Jadotville, actual Likasi

### Gabón
- Libreville

## En la cultura popular
- El horror de Amityville, una serie de libros y películas.
- Danville, escenario de la serie animada de televisión estadounidense Phineas y Ferb.
- Dogville, una película dramática de 2003.
- FarmVille, un videojuego agrícola de 2009.
- Hooterville, escenario de la serie de televisión estadounidense Petticoat Junction y Green Acres.
- Pleasantville, una película estadounidense de 1998.
- Psychoville una serie de televisión británica.
- Retroville, el escenario de la serie de televisión animada estadounidense The Adventures of Jimmy Neutron: Boy Genius.
- Smallville, una serie de televisión estadounidense
- Shelbyville, una ciudad ficticia en la serie animada de televisión estadounidense Los Simpson.
- Stylesville, el escenario de la serie animada de televisión estadounidense Bratz.
- Townsville, escenario de la serie animada de televisión estadounidense Las Chicas Superpoderosas.
- Whoville, una ciudad ficticia creada por el autor Theodor Seuss Geisel, bajo el nombre de Dr. Seuss.
- Whyville, un sitio web educativo dirigido a niños.
- El sabueso de los Baskerville, novela de Arthur Conan Doyle.